# Septembre 1778

## Événements

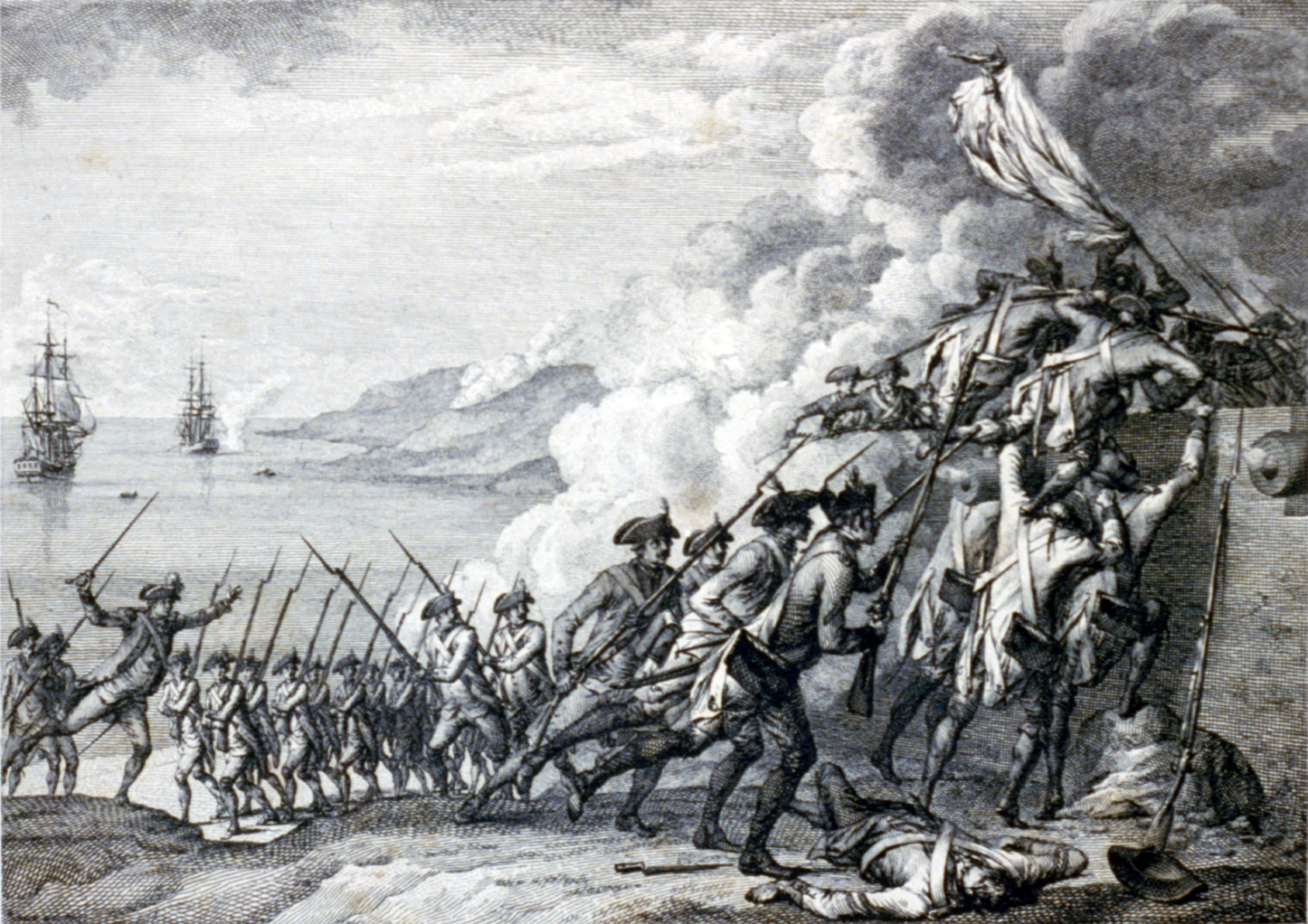
6 septembre : prise de la Dominique.

- 6 - 8 septembre : victoire française à la bataille de la Dominique[1].

- 17 septembre : traité entre les Américains et les Delaware à Fort Pitt[2].

- 19 septembre : le Congrès continental vote le premier budget des États-Unis.

## Naissances
- 20 septembre : Fabian Gottlieb von Bellingshausen, explorateur russe de l'Antarctique († 13 janvier 1852)
- 21 septembre :
  - Carl Ludwig Koch naturaliste allemand († 1857).
  - François Alluaud (mort en 1866), homme politique, archéologue et géologue autodidacte français.

## Décès
- 11 septembre : Johann Sebastian Bach, peintre allemand (° 26 septembre 1748).
- 23 septembre : Balthazar Huydecoper, écrivain, historien et linguiste néerlandais (° 10 avril 1695)
- 27 septembre : Jacques Hardouin-Mansart de Sagonne, architecte français.